# Zoich
Zoich (Зойч en ruso), también transliterado como Zoiч o ZOI4 es un sapo ficticio y fue una de las mascotas candidatas para presentar los Juegos Olímpicos de Invierno de 2014 en Sochi, Rusia. El personaje llegó a ser el favorito en las encuestas debido a su popularidad, sin embargo el comité organizador de los juegos se optó por retirarlo de la ronda final
a pesar de haber encabezado la lista en cuarenta minutos hasta el cierre.
El personaje llegó a convertirse en un ejemplo de Marketing de guerrilla a nivel global, de hecho, el trasfondo de Zoich era tan rebuscado que ni siquiera los medios de comunicación de Rusia creyeron que fuese a pasar a la ronda final de 2011. El comité organizador declaró ante la prensa que la historia de la conspiración era "legítima".
Aunque no fue elegida, el Comité Olímpico Ruso adquirió los derechos de Zoich.

## Trasfondo
El 1 de septiembre de 2010, el comité para las olimpiadas y paraolimpiadas de Sochi anunció en el diario Izvestia la apertura de una competición para seleccionar a la mascota de las olimpiadas de 2014 y el cual estaba abierto a todo el mundo. Mientras estuvo activo, el comité recibió 24.048 posibles candidatos procedentes de toda Rusia.
El 10 de septiembre, Yegor Zhgun, un diseñador y artista natural de Moscú presentó el boceto de una rana imaginaria a la que llamaría "Zoich". Según el autor, se basó en el personaje de la serie Futurama: el Hipnosapo.

## Diseño de la mascota

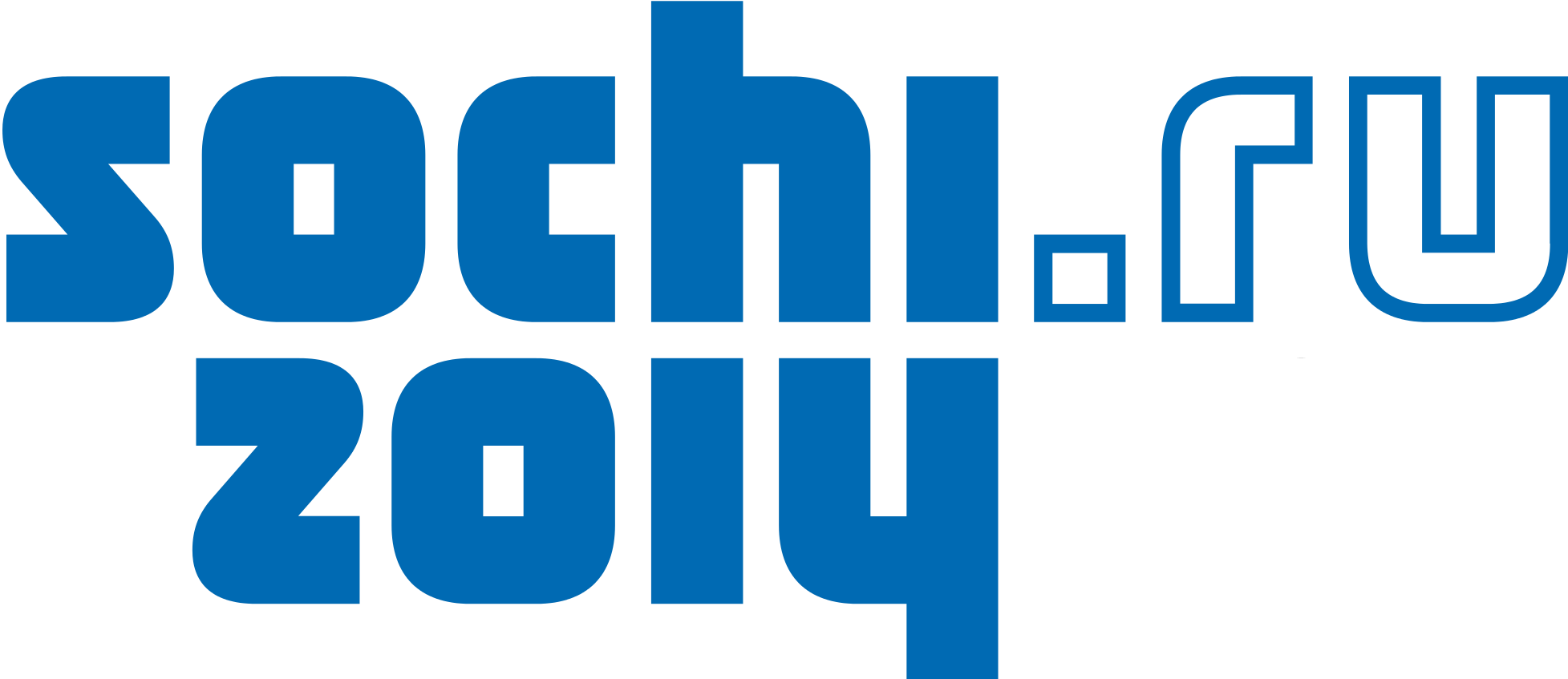
Diseño del logo en el que se basa el nombre del personaje.

Zoich es un sapo azulado peludo. Como pupilas, el anfibio tiene los cinco aros olímpicos rotando en sus ojos (negro, amarillo y azul en el derecho, y rojo y verde en el izquierdo) parodiando al personaje del que se basa. En su boca sostiene un bastón de esquí y sobre su cabeza la corona del Imperio Ruso.
El nombre de la mascota es un juego de palabras con el año 2014, puesto que el 2, 0 y 1 se asemejan a las letras latinas: Z, O e I mientras que el 4 guarda relación con la letra cirílica: Ч (cuya transliteración es: Ch). El diseño del patrocinador de los juegos también ejerce su parte, puesto que los rusos leen "2014" como "Zoiч"
De acuerdo con la descripción de Zhgun, los aros olímpicos de sus ojos representa "el encanto y progreso de los ideales olímpicos" y la corona imperial "la fe y la autoridad".

## Recepción
La idea original sobre la mascota llamó la atención de varios internautas que no dudaron en votar por Zoich alcanzando el primer puesto de favoritos en apenas cuarenta minutos hasta que se cerraron las votaciones.
El 8 de noviembre de 2010, su creador subió un clip animado a YouTube que le llevó dos meses de producción. Tras mostrar la mascota en movimiento la prensa empezó a llamarla "Hipnosapo" en alusión y semejanza con el personaje de la serie estadounidense Futurama. Tras aparecer en varias cadenas nacionales de televisión, Zoich fue ganando popularidad hasta tal punto que la propia serie Futurama referenció al personaje en el opening del episodio All the Presidents' Heads.
El 21 de diciembre fue publicada la lista de mascotas candidatas calificadas para la final del proceso de selección. A pesar de haber terminado en primer lugar, Zoich fue descartado por el comité organizador sin ninguna razón aparente, lo cual resultó ser sorprendente para muchos teniendo en cuenta las declaraciones del presidente de Sochi 2014: Dmitri Chernyshenko: 

Hace medio año tomamos una decisión sin precedentes para que todo el mundo pueda votar por nuestra mascota. Por primera vez en la historia de los Juegos Olímpicos, la nación entera formará parte de la competición para crear una mascota.

Los representantes del jurado oficial de la competición se negaron a dar sus comentarios o razones para retirar a la mascota que más puntos obtuvo de la ronda final. Sin embargo el Presidente Dmitri Medvédev declaró que "el proceso no fue todo lo justo que debía ser".

## Guerrilla de marketing
El 14 de junio de 2011, el Comité Organizador de Sochi 2014 declaró haberse hecho con la propiedad intelectual de la mascota. El trasfondo del personaje era bastante rebuscado y tanto el Comité como Zhgun se dirigieron ante la prensa para convencer a los periodistas de la legitimidad de la mascota.
Según Zhgun, buscó promocionar la candidatura de Zoich, sin embargo no recibió ninguna guía ni obtuvo libertad creativa para diseñar al personaje. En una entrevista concedida a Lenta.ru declaró que todo lo que había tras el personaje era cierto, salvo por un detalle: la idea de iniciar un marketing de guerrilla provino del mismo Comité.
La actuación del Comité Organizador causó discrepancias al percibir a Zoich como un símbolo de la contracultura y "la voz de la nación" de una manera psicodélica.